# Przykrycie
Przykrycie (pot. przykrywka) – deklarowana jawnie tożsamość i rola żołnierza lub funkcjonariusza służb specjalnych, który pełniąc służbę wykonuje zadania w ramach operacji pod przykryciem. 
Przykrycie ma formę innej tożsamości, wykonywania innego zawodu, innego sposobu życia, często dalece różnego od działań operacyjnych jakie wykonuje służbowo. Bycie dyplomatą jest częstym przykryciem dla funkcjonariuszy instytucji wywiadowczych.
Odpowiednikiem w przypadku podmiotów zbiorowych jest organizacja fasadowa.